# Orlando Carrió
Orlando Aníbal Carrió Vicidomini (La Plata, Provincia de Buenos Aires, 5 de agosto de 1955-Ciudad de México, 26 de mayo de 2002), conocido como Orlando Carrió, fue un actor argentino. 

## Biografía y carrera
Inició su carrera en el mundo de las telenovelas con Aprender a vivir en 1981 posteriormente participó en otras como Mi pequeña Soledad, Las secretas intenciones, Los ángeles no lloran, Mi destino eres tú y Sin pecado concebido entre muchas otras. 
Protagonizó las telenovelas Madres egoístas de Juan Osorio en 1991 y Dulce Ana en 1995. En 1997, protagonizó junto a Juan Darthés y Andrea Bonelli la telenovela Los herederos del poder.
En 1998, partió hacia tierra azteca, debido a las pocas oportunidades laborales en Argentina, y fue contratado por Televisa, empresa para la que ya había trabajado en 1990, en Mi pequeña Soledad, con Verónica Castro.
Su última telenovela fue Así son ellas en 2002.

### Muerte
El 26 de mayo de 2002, Carrió falleció en Ciudad de México a los 46 años de edad, a causa de un cáncer que padecía que se le detectó primero en los pulmones, y posteriormente se diseminó a su cerebro. Su cuerpo fue cremado en el Panteón Español, ubicado en la misma ciudad. Sus cenizas fueron esparcidas en el mar cerca de Acapulco.

## Filmografía
- Así son ellas (2002).... Armando Calderón
- Sin pecado concebido (2001).... Claudio Martorell Ochoa
- Mi destino eres tú (2000).... Enrique Sanvicente Ordóñez
- Señoras sin señores (1998).... Emilio Molinari
- Ricos y famosos (1998).... Luis Cardó
- Los herederos del poder (1997).... Esteban Pérez Iraola
- Los ángeles no lloran (1996).... Tito
- Dulce Ana (1995).... Fabián Harding
- Las secretas intenciones (1992).... Carlos Cardenal
- Madres egoístas (1991).... Víctor Peralta
- Mi pequeña Soledad (1990).... Fernando
- Rebelde (1989).... Danny
- De carne somos (1988).... Sergio
- La virgen gaucha (1987).... José
- Me niego a perderte (1987).... Mario
- Duro como la roca, frágil como el cristal (1986)
- El pulpo negro (1985).... Luis
- Entre el amor y el poder (1984).... Gonzalo de Betancourt
- Yolanda Luján (1984).... Doctor Damian
- Cara a cara (1983).... Roberto
- Aprender a vivir (1981)....